# Samoo Architects & Engineers
Samoo Architects & Engineers est un cabinet d'architecture basé à Séoul, filiale de Samsung C&T. La société a conçu un certain nombre de gratte-ciel en Corée du Sud à Séoul dont le complexe Tower Palace (avec la Tower Palace 3 Tower G, le Tower Palace 1 Tower B, le Tower Palace 2 Tower E), la Jong-ro Tower, la Glass Tower, l'Omni Tower, les D-Cube Residential Towers.
L'entreprise est fondée en octobre 1976 sous le nom de « Samwoo Architecture Lab ». Elle est rachetée en août 2010 par Samsung C&T, filiale du Groupe Samsung,.

## Projets
Les Samsung China Headquarters à Pékin.
Le Dongdaemun Design Plaza, à Séoul, par l'architecte Zaha Hadid.
La Samsung Town, à Séoul.

## Galerie

Galerie des principaux projets de Samoo
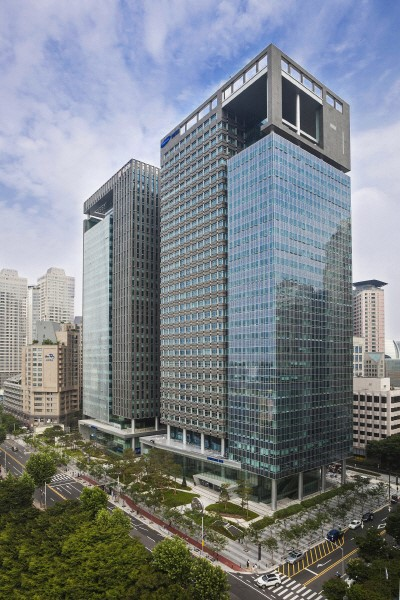
La Samsung Town à Séoul
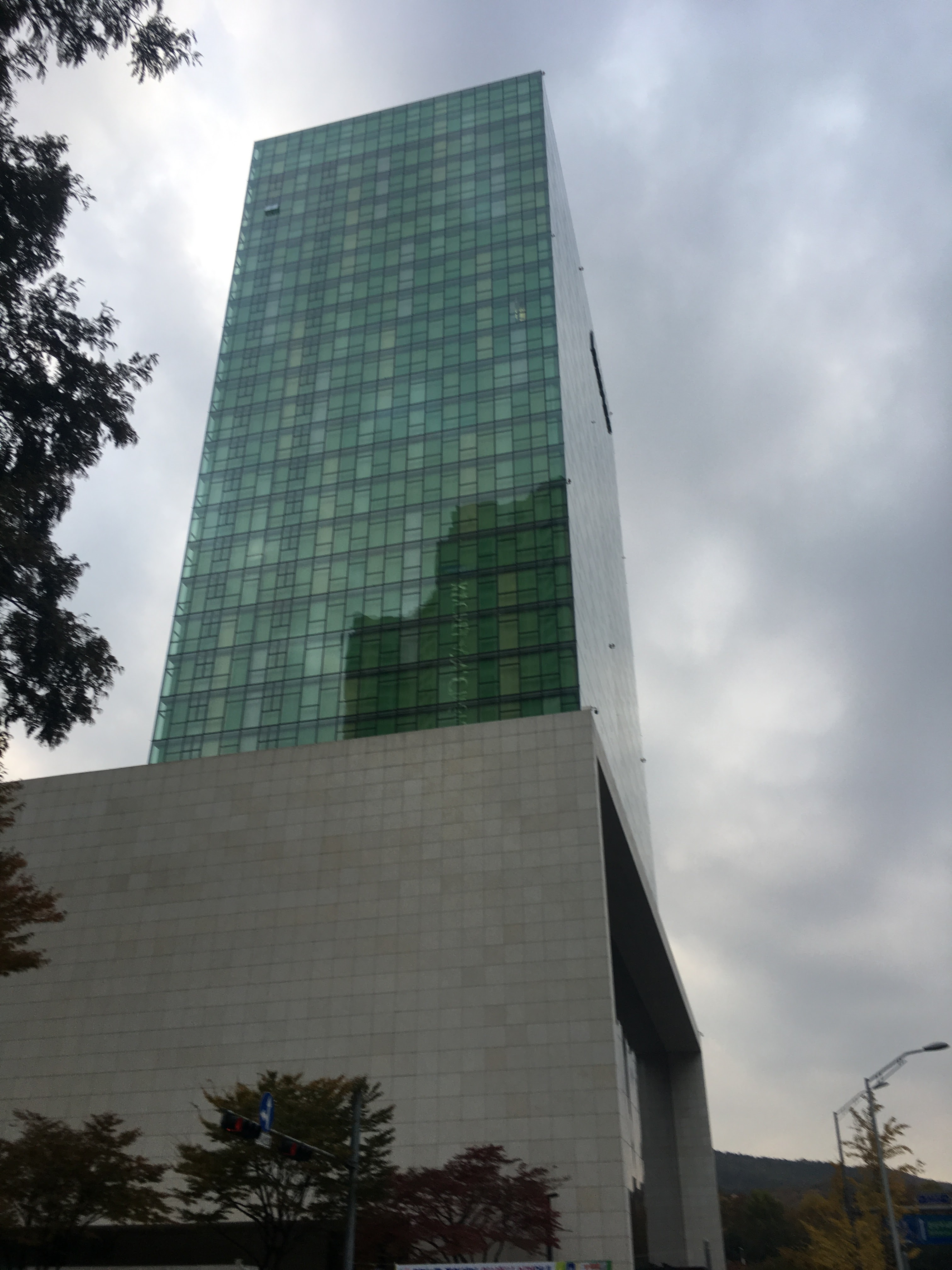
Le siège de Naver à Seongnam
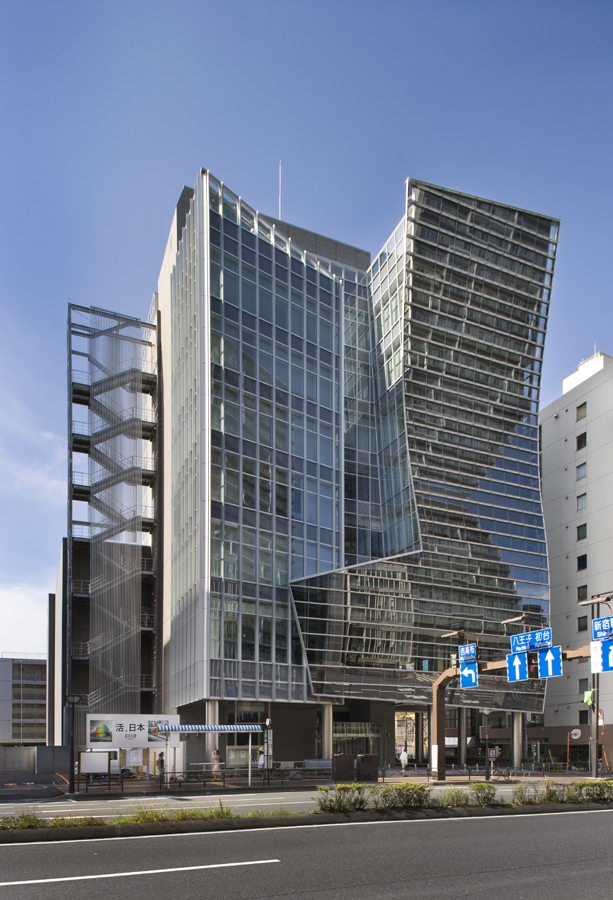
Le Centre culturel coréen à Tokyo
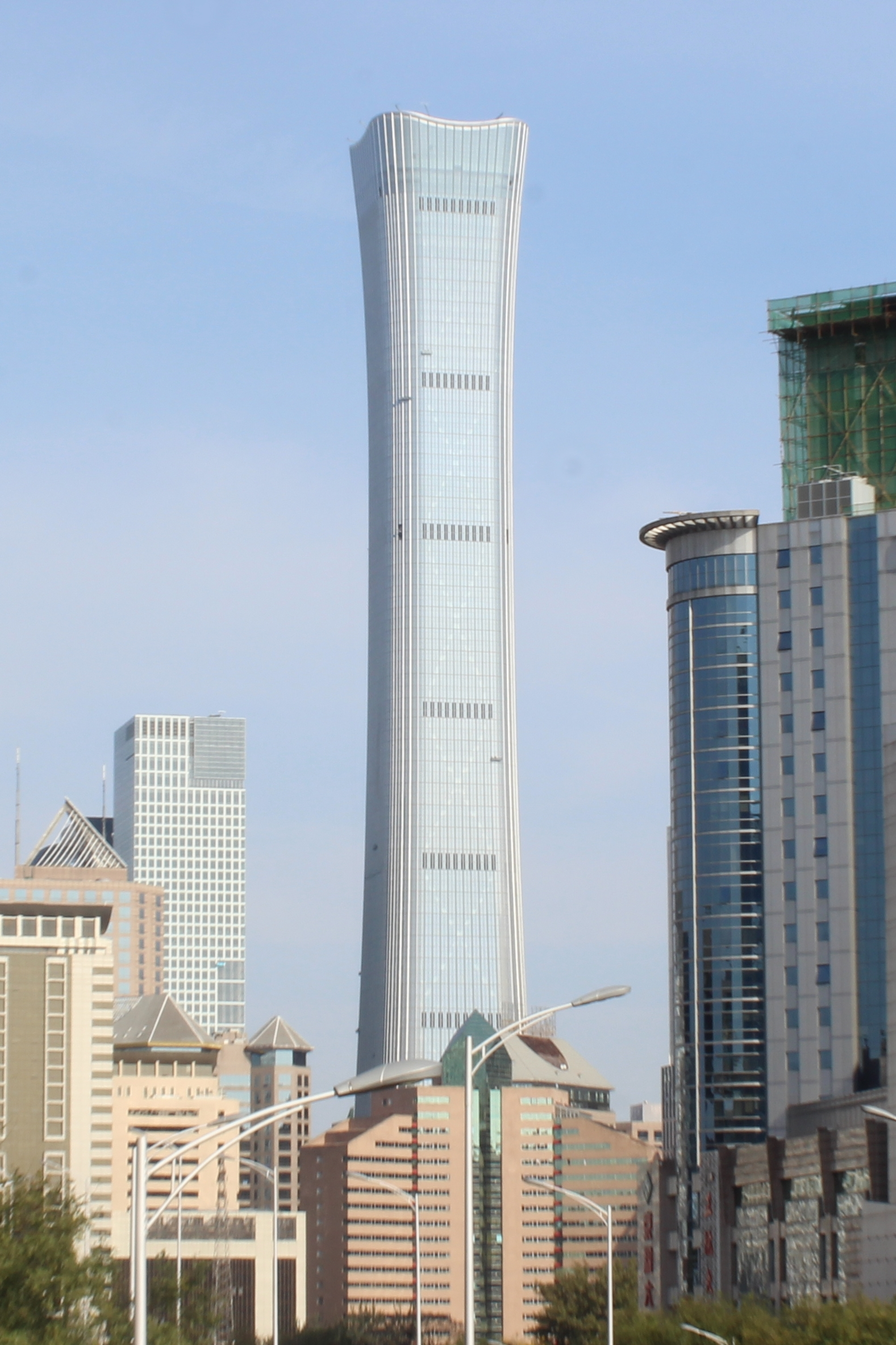
Les Samsung China Headquarters à Pékin
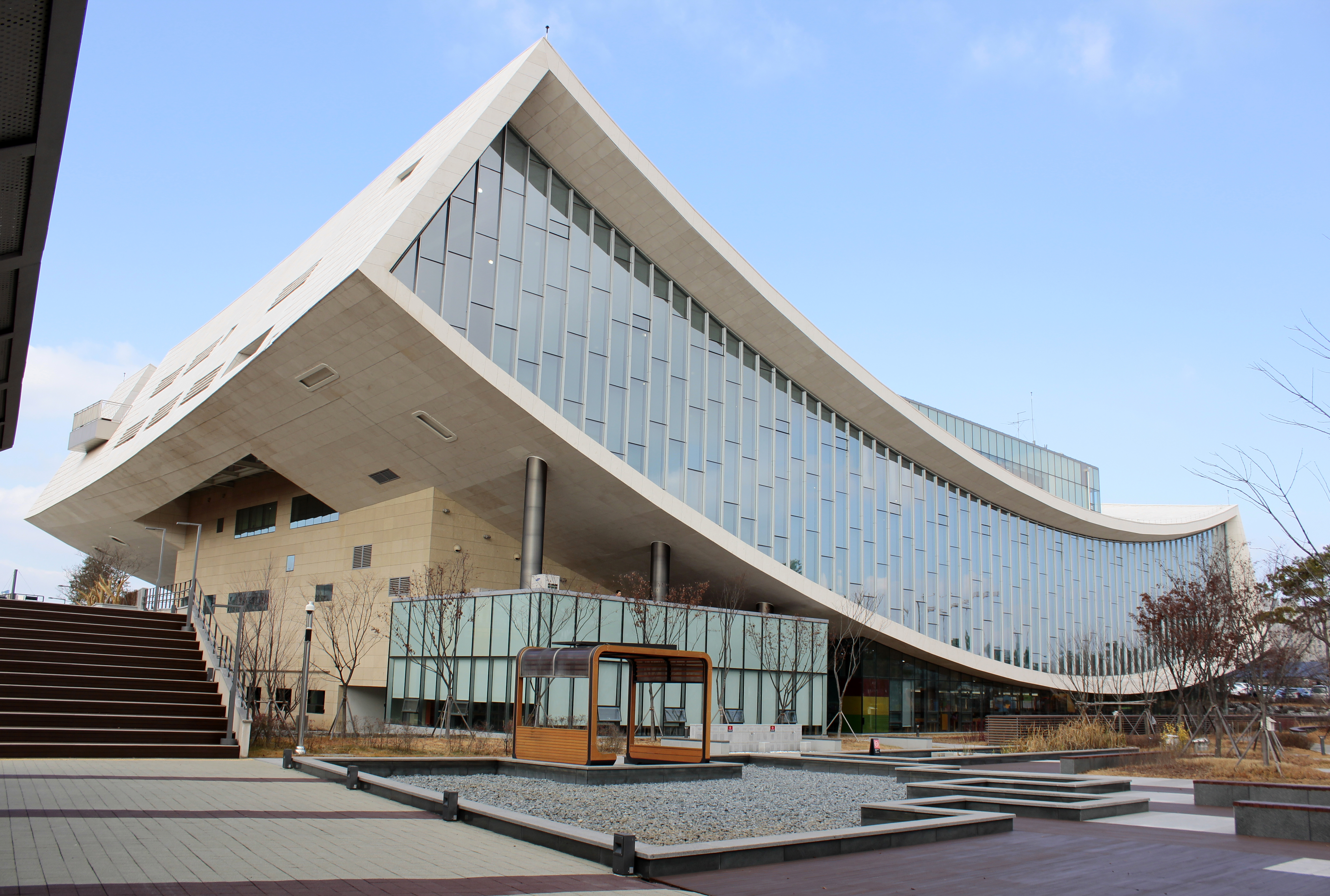
La bibliothèque nationale de Sejong